# Burgruine Wieladingen
Die Burgruine Wieladingen, auch Harpolinger Schloss genannt, ist die Ruine einer Spornburg auf einem 540 m ü. NN hohen Bergsporn am Lehnbach oberhalb des Murgtals bei Wieladingen, einem Ortsteil der Gemeinde Rickenbach, im Landkreis Waldshut in Baden-Württemberg.

## Geschichte
Die im 12. Jahrhundert mit Buckelquadern aus dem Oberen Buntsandstein erbaute Burg gehörte zum Besitz des Klosters Säckingen und wird urkundlich erstmals um 1260 als Besitz der Herren von Wieladingen erwähnt. In einer Urkunde der Äbtissin Anna von Säckingen betreffend das Erblehen des „Rheinsulz“, (ein Hof bei Laufenburg im heutigen Kanton Aargau) ausgestellt am 19. März 1285 wird namentlich ein Ritter Ulrich von Wieladingen Vlricus miles de Wieladingen erwähnt.
Im 15. Jahrhundert verfiel die Burg und wurde von umliegenden Gehöften als Steinbruch genutzt.
Die ehemalige Burganlage zeigt noch Reste eines Doppeltores und eines Palas. Der 28 Meter hohe Bergfried ist noch erhalten.
Der Turm war mit Gebüsch bewachsen, darunter eine ca. 400 Jahre alte Föhre mit einem Stammdurchmesser von etwa 35 cm. Das sah zwar romantisch aus, war für den Erhalt der Anlage jedoch abträglich. Nachdem 1982 ein angebautes Tor den Steilhang herabgestürzt war, war der Sanierungsbedarf offensichtlich geworden. Zwischen 1984 und 1996 wurden die Reste der Ruine von ehrenamtlichen Mitarbeitern des Vereins Förderkreis Burgruine Wieladingen gesichert und der Turm zugänglich gemacht. Der Förderkreis kümmert sich weiterhin um die Erhaltung der Anlage.

## Bodenfunde
Die Sanierung der Anlage war verbunden mit einer umfassenden Sicherung der Bodenfunde, neben Tonscherben und zahlreichen Ofenkacheln, wurden viele Kleinteile gefunden wie etwa Armbrustbolzen, Teile von Türschlössern, Nägel, aber auch eine Maultrommel und als Besonderheit ein kleiner etwa 13 cm hoher Kerzenleuchter aus Bronzeblech.

## Galerie

Mauer und Turm
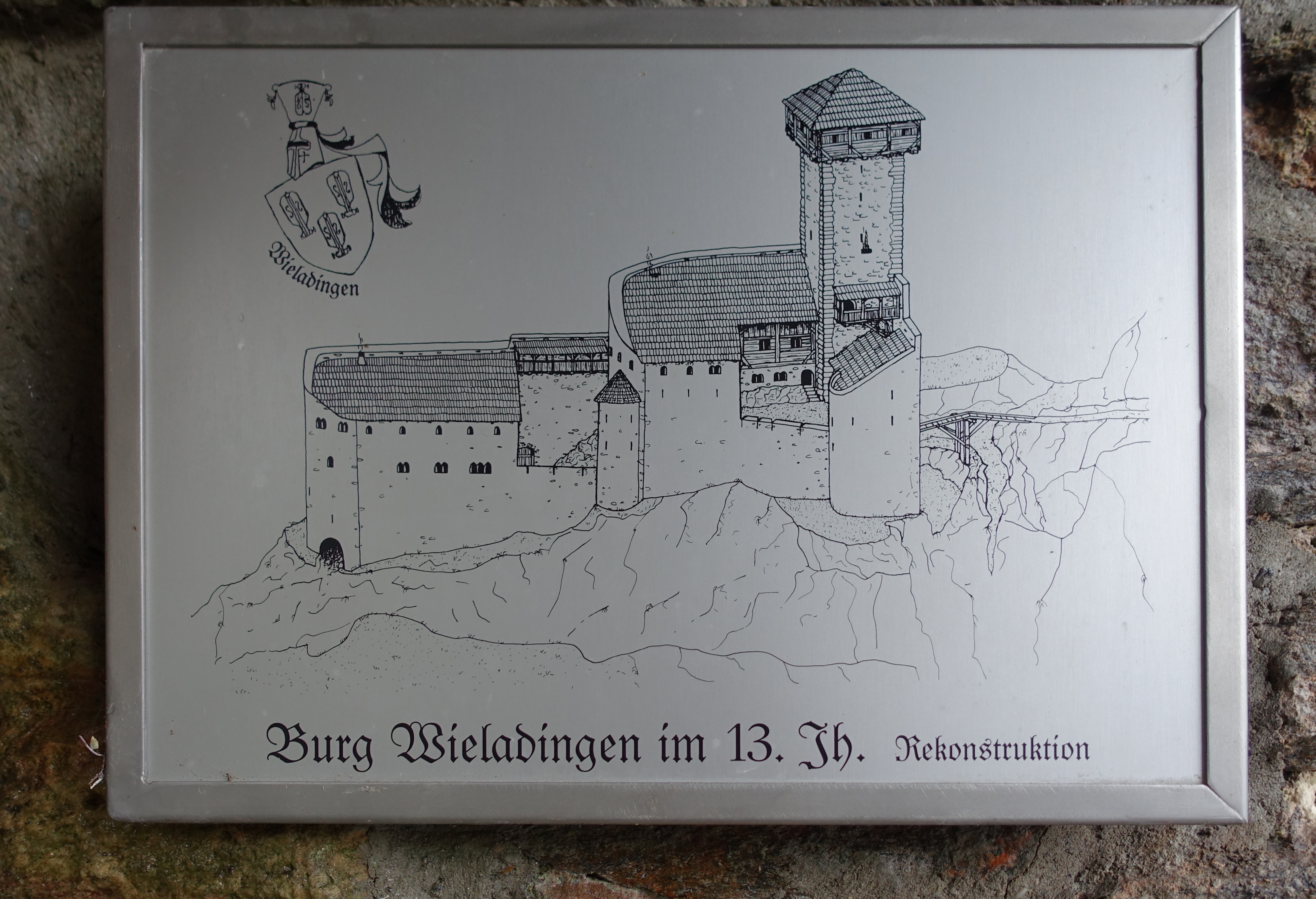
Rekonstruktion
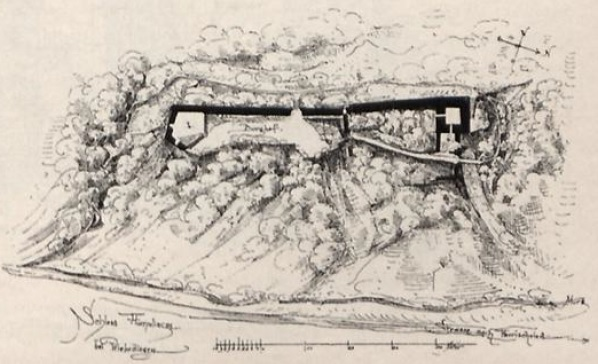
Grundriss
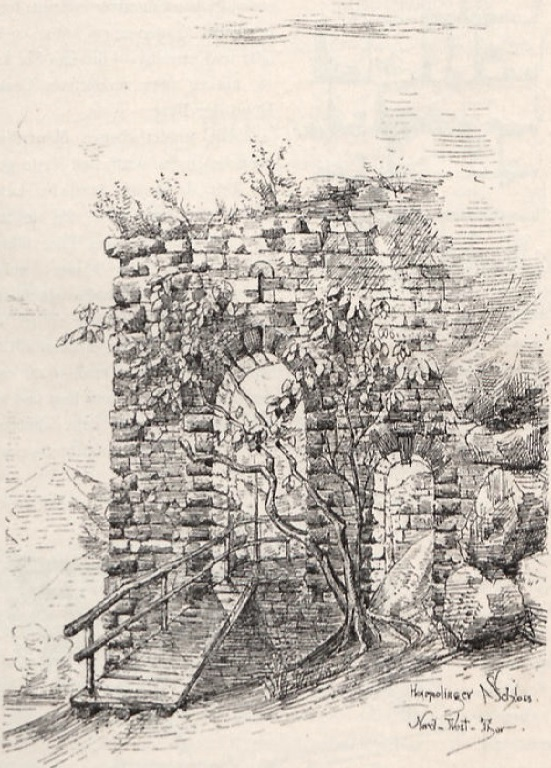
Zeichnung des Nord-West Tores